# Boëseghem
Boëseghem település Franciaországban, Nord megyében. Lakosainak száma 738 fő (2022. január 1.). Boëseghem Steenbecque, Thiennes, Wittes, Blaringhem és Aire-sur-la-Lys községekkel határos.

## Népesség
A település népességének változása:
| Lakosok száma | 726  | 739  | 760  | 748  | 749  | 750  | 745  | 741  | 738  |
|               | 2013 | 2015 | 2016 | 2017 | 2018 | 2019 | 2020 | 2021 | 2022 |